# Váci NKSE
Váci NKSE er en ungarsk kvindehåndboldklub, fra den ungarske by Vác. Klubben spiller i Nemzeti Bajnokság I. Klubben blev etableret i 1948 og har Gábor Herbert som cheftræner.
Efter mange år i de lavere divisioner, oprykkede klubben til den bedste ungarske håndboldrække, Nemzeti Bajnokság I i 1998. Siden da har holdet været aktuel i ligaen og har i løbet af årene bidraget til flere spillere på det ungarske A-landshold. I dag er spillertruppen sammensat er primært unge talentfulde ungarske spillere. Det hidtil bedste resultat er en bronzemedalje, der blev vundet i ligaen i 2010. Desuden nåede de kvartfinalen i EHF Cup Winners' Cup i 2004. 
Klubbens fulde navn er GVM Europe-Vác, grundet klubbens hovedsponsor.

## Meritter
Nemzeti Bajnokság I
- Bronze (1): 2009-20

Magyar Kupa
- Bronze (2): 2002–03, 2011–12

EHF Cup Winners' Cup:
- Kvartfinalist: 2004

## Spillertruppen 2022-23
| Målvogtere - 01 Fanni Csizmadia - 12 Bettina Horváth-Pásztor - 16 Anna Bukovszky RW - 19 Anna Pálffy - 28 Kíra Bánfai - 99 Nikolett Diószegi LW - 04 Anna Ballai - 53 Natalie Schatzl Stregspiller - 19 Diána Világos - 92 Jázmin Kovalcsik - 96 Fanny Helembai | Venstre back - 23 Noémi Bárdy Playmaker - 11 Fruzsina Ferenczy - 24 Nikolett Marincsák - 44 Borbála Ballai - 59 Csenge Kuczora Højre back - 05 Laura Kürthi |